# فرودگاه کولنل هیل
فرودگاه کولنل هیل (به انگلیسی: Colonel Hill Airport) یک فرودگاه همگانی با کد یاتا CRI است که یک باند فرود آسفالت دارد و طول باند آن ۱۲۳۸ متر است. این فرودگاه در کشور باهاما قرار دارد .

## شرکت‌های هواپیمایی و مقصدهای پروازی
| شرکت‌های هواپیمایی | مقصدهای پروازی                |
| ----------------- | ----------------------------- |
| Bahamasair        | لیندن پیندلینگ، اسپرینگ پوینت |